# Aspartilglucosaminuria
La aspartilglucosaminuria (AGU) es una enfermedad hereditaria muy rara que pertenece al grupo de las enfermedades por depósito lisosomal y las glucoproteinosis. Está causada por déficit de la enzima N-aspartil-beta-glucosaminidasa. Los síntomas principales consisten en afectación del esqueleto y neurológica con retraso del desarrollo sicomotor. La mayor parte de los casos registrados a nivel mundial se han detectado en Finlandia.

## Epidemiología
En Finlandia existe un caso por cada 26 000 personas. (La AGU pertenece al grupo de trastornos comúnmente denominado herencia de la enfermedad finlandesa) Fuera de esta país es mucho menos frecuente, aunque se desconoce la incidencia exacta. En España por ejemplo se han diagnosticado menos de 10 casos (2013).

## Herencia
Se hereda según un patrón autosómico recesivo, lo que significa que para que un niño padezca la enfermedad debe haber recibido el gen anómalo de cada uno de sus dos progenitores.

## Diagnóstico
El diagnóstico puede sospecharse por los síntomas y se confirma mediante un análisis de orina en el que se comprueba una concentración elevada de aspartilglusosamina. La determinación en sangre de aspartilglucosaminidasa demuestra que esta enzima es deficiente o está ausente. El estudio del ADN sirve para establecer la mutación concreta que causa la enfermedad. También es posible realizar un diagnóstico prenatal.